# Corruption en Espagne
La corruption en Espagne est définie comme l'action ou l'inaction d'un ou plusieurs individus qui manipulent les ressources publiques à leur profit ou à celui d'autrui, en détournant leurs objectifs au détriment de l'ensemble des citoyens qu'ils étaient censés servir, au sein de ce pays de la péninsule ibérique. La corruption a occupé l'attention de la société espagnole, contribuant même au renversement de gouvernements tels que ceux d'Alejandro Lerroux avec le scandale de l'« estraperlo » et l'affaire Nombela en 1935, ou ceux de Felipe González avec les affaires Filesa et Roldán. Cependant, la corruption politique en Espagne demeure une constante depuis l'approbation de la Constitution espagnole en 1978 jusqu'à nos jours, pervertissant le système démocratique et affaiblissant la confiance de la société envers ses représentants publics.

Indice de perception de la corruption d'Espagne. Les données sont normalisées entre 0 et 100.

Depuis 1995, Transparency International publie un indice annuel sur la perception de la corruption dans tous les pays du monde. La statistique montre comment les gens évaluent la corruption dans leur pays de 0 à 100, 0 indiquant une corruption maximale et 100 une transparence maximale, bien qu'entre 1995 et 2011 la fourchette était comprise entre 0 et 10. En 2008, l'Espagne a obtenu un score de 6,5 sur 10, six dixièmes de moins que le maximum obtenu en 2004, et correspondant à la vingt-huitième place sur une liste de 180 pays, occupant la 14e place parmi les 25 membres de l'Union européenne. En 2015, l'indice de l'Espagne s'était détérioré à 58 sur 100.

## La corruption en Espagne à travers l'Histoire

### Au Siècle d'Or de l'Espagne
Les premières traces historiques de corruption remontent au Siècle d'Or, dans la littérature picaresque castillane. La période où le duc de Lerma gouverna l'Espagne au nom de Philippe III fut l'une des plus notoirement corrompues. Les cas de Pedro Franqueza, de Rodrigo Calderón et du duc de Lerma lui-même furent marquants.
La reine régente, María Cristina de Bourbon, devint célèbre pour son implication dans des affaires douteuses qui alimentèrent sa désapprobation auprès du peuple et des politiciens. Elle participa à des spéculations sur le sel, les chemins de fer et même le commerce illégal d'esclaves, auquel Narváez participa également. On disait même qu'il n'existait aucun projet industriel dans lequel la reine mère ne fût pas impliquée. Sa fortune était estimée à 300 millions de réaux.

### Deuxième République espagnole et guerre civile espagnole (1931-1939)
Le 5 octobre 1931, Joaquín del Moral, futur inspecteur des prisons et des prisonniers sous la dictature de Franco, impliqué dans le coup d'État militaire de 1932 et proche de Sanjurjo, donna une conférence intitulée « Immoralité politique » à l'Athénée de Madrid (incluse plus tard dans son ouvrage « Oligarchie et clientélisme »), soulignant les sommes accumulées par les minorités du gouvernement : au total, le PRR, le PSOE, le PRS, l'AR et l'ERC se partageaient 24 millions de pesetas (41 millions d'euros en 2006) par an.

Le coût des voitures de fonction s'élevait à 11 295 000 pts. Dans le budget approuvé le 28 décembre 1932, 31 voitures Chrysler avaient été achetées pour un coût total de 950 000 pts, dont 8 modèles Imperial, équipés d'un moteur huit cylindres et, luxe inédit, d'une radio intégrée, à 70 000 pts (120 000 €) chacun. Interrogé par Gil-Robles, le ministre reconnut qu'à l'arrivée au pouvoir des républicains, il y avait 58 voitures officielles à Madrid, et qu'il y en avait désormais 741, avec un effectif de 760 chauffeurs. La consommation d'essence était de 3 000 litres par jour. Selon Julio Camba, journaliste du journal ABC, opposant à la Seconde République espagnole et partisan de Franco pendant la guerre civile espagnole :
« … c’est une chose d’avoir une voiture quand on est ministre, par exemple, et une autre chose de devenir ministre pour avoir une voiture. La voiture d’un ministre ne peut et ne doit être rien de plus qu’un outil de travail, et si, à proprement parler, il est acceptable qu’au sein de tout régime, un homme dont le programme politique se réduit à conduire sa famille dans la voiture officielle soit nommé ministre, la situation, en revanche, est totalement inacceptable lorsque, pour faire de cet homme un ministre, il est nécessaire de transformer complètement les fondements de l’État (…) C’est très bien, en somme, que les services publics soient bien rémunérés ; mais si une révolution est menée pour s’emparer des services publics et qu’il s’avère ensuite que le but de cette prise de contrôle était simplement de bien les rémunérer, la situation change. » 
Le scandale du marché noir et l'affaire Nombela (1935) ont entraîné l'effondrement du Parti républicain radical d'Alejandro Lerroux.
Durant cette période, le gouvernement républicain, confronté à l'embargo sur les armes imposé par le Comité de non-intervention, a dû recourir à des circuits d'achat douteux. Cela a contraint ses agents à dépenser d'énormes sommes d'argent, dont une partie a été détournée illégalement, pour l'achat d'armes et de fournitures à l'étranger. Les cas de corruption les plus notoires ont été ceux de la Commission d'achat de Paris et de CAMPSA Gentibus. Indalecio Prieto, Juan Negrín et plusieurs de ses fils auraient été impliqués dans ces affaires de corruption. Selon l'anarchiste Diego Abad de Santillán : « Si le gouvernement Negrín avait dû répondre de sa gestion politique, économique et financière, il aurait fini devant le peloton d'exécution.» Selon Don Francisco Largo Caballero : « M. Negrín a systématiquement refusé de rendre compte de sa gestion, (...) de fait, l’État est devenu un faussaire. Serait-ce pour cette raison, et pour d’autres encore, que Negrín refuse d’informer quiconque de la situation économique ? (...) Malheureux pays, gouverné par des personnes dénuées de tout scrupule. (...) Avec une politique insensée et criminelle, ils ont conduit le peuple espagnol au plus grand désastre de l’histoire de l’Espagne. Toute la haine et le désir d’infliger une punition exemplaire aux responsables d’une si grande défaite seront insuffisants. »
Certains avis qualifient également de corruption l’épisode du trésor du yacht Vita, relaté par le socialiste Amaro del Rosal, ancien directeur de la Caisse générale de réparations.

### Dictature de Franco (1939-1975)
Pendant la Guerre civile espagnole, l'Espagne subit un effondrement de sa production agricole et industrielle, et le marché noir, surnommé « estraperlo » en souvenir de ce célèbre scandale, prit de l'ampleur. La corruption économique, le classisme et le népotisme furent les caractéristiques principales de la dictature Franquiste, elle était généralisée et l'implication politique, jusqu'aux plus hauts niveaux, y était totale. Parfois grâce à la participation directe de hauts fonctionnaires, parfois grâce à la protection que les trafiquants recevaient du pouvoir. Tout cela dans une impunité totale. Les répercussions de la corruption étaient socialement très graves. Pour les corrompus et leur clientèle, elle signifiait un enrichissement rapide, tandis que pour la majorité de la population, elle impliquait toutes sortes de privations : prix élevés, ignorance, faim, ruine et misère.

Dans ce contexte, l'historien Miguel Ángel del Arco Blanco distingue le « marché noir des pauvres », à petite échelle et motivé par la survie, du « grand marché noir », dont il dit :
Le « grand marché noir » [...] ne naissait pas de la pénurie ou du désespoir personnel, mais plutôt de la recherche du profit face aux difficultés. Les responsables étaient des personnalités proches du régime franquiste ou, directement, des membres de ses institutions. Il ne s'agissait pas de la vente de produits spécifiques au marché noir, mais du transport et de la commercialisation de grandes quantités de biens agricoles ou industriels qui atteignaient des prix astronomiques sur le marché noir.[21] De plus, malgré les appels constants du régime à le poursuivre, dans la plupart des cas, il n'était pas sanctionné. De ce fait, ce marché noir massif s'inscrit parfaitement dans le concept de corruption que nous avons exposé au début : il se développe avec l'assentiment, la complicité, voire la participation des agents de l'État, viole la légalité établie et génère l'enrichissement de ses acteurs. 

Miguel Ángel del Arco Blanco
Ce phénomène de corruption institutionnalisée s'est prolongé bien au-delà de la fin de la guerre. En 1951 encore, un rapport de la CIA destiné au président Harry S. Truman déconseillait la signature du Pacte de Madrid de 1953, qui prévoyait l'établissement de bases militaires américaines sur le territoire espagnol en échange d'une aide économique et militaire.
Selon l'agence, le principal obstacle à un programme d'aide économique américain à l'Espagne résidait dans la nature même du régime franquiste:

L'administration franquiste est trop corrompue et incompétente pour mener à bien un vaste programme de relance et de développement économiques sans gaspillages considérables. En 1957, le journaliste américain Herbert L. Matthews décrivait la situation ainsi :
« La corruption est toujours monnaie courante au sein du gouvernement et de l’industrie. Certains hauts fonctionnaires se sont enrichis sans vergogne. Tout est personnel. Il faut savoir s’adresser à la bonne personne. Trop souvent, la loi s’applique aux personnes sans influence, aux faibles et aux pauvres, et non aux riches. L’Espagne ne dispose pas d’une fonction publique stable et bien formée comme la France, la Grande-Bretagne et l’Allemagne. Les fonctionnaires espagnols sont si mal payés que presque tous doivent occuper un emploi supplémentaire ; beaucoup sont corrompus. » 

Herbert L. Matthews
« La corruption sévit encore au sein du gouvernement et de l'industrie. Certains hauts fonctionnaires se sont enrichis sans vergogne. Tout est personnel. Il faut savoir s'adresser à la bonne personne. Trop souvent, la loi s'applique aux personnes sans influence, aux faibles et aux pauvres, et non aux riches. L'Espagne ne dispose pas d'une fonction publique permanente bien formée comme en France, en Grande-Bretagne et en Allemagne. Les fonctionnaires espagnols sont si mal payés que presque tous doivent faire des heures supplémentaires ; beaucoup sont corrompus. »

Herbert L. Matthews
- Affaire Barcelona Traction : Il s'agissait d'un complot politique visant à ce que Juan March Ordinas, dont le soutien a contribué à consolider la cause nationaliste au début de la guerre civile espagnole, rachète la Barcelona Traction Light & Power Co. Ltd. (historiquement connue sous le nom de La Canadiense) en guise de compensation. Le 12 février 1948, trois actionnaires de La Canadiense intentèrent avec succès un procès contre l'entreprise devant le tribunal de Reus. March fonda les Fuerzas Eléctricas de Cataluña (Forces Électriques Catalanes) en 1951 et profita de la faillite de la Barcelona Traction pour acquérir ses actifs pour une fraction infime de leur valeur réelle. L'affaire fut finalement portée devant la Cour internationale de Justice de La Haye et classée le 5 février 1970. Cependant, March resta dans l'esprit de l'opinion publique nationale comme l'un des plus grands contrebandiers du pays et, selon la presse étrangère, le dernier pirate de la Méditerranée (sic)[16].
- « Estraperlo » (marché noir) : ce terme désigne la contrebande dirigée depuis l'intérieur des institutions étatiques, ainsi que la vente illicite de licences d'importation et d'exportation, qui revêtait une importance capitale dans un régime mercantiliste et autarcique. Le ministre du Commerce, Manuel Arburua, qui « a commencé par les boutons et se trouve désormais multimillionnaire », selon le dictateur lui-même[17].
- Le journal de Rivara : après près de deux décennies d’autarcie et d’hyperprotectionnisme, les projets de libéralisation économique ont suscité la peur parmi les riches, qui ont placé clandestinement plus de 70 milliards de pesetas de l’époque sur des comptes bancaires secrets suisses. Par hasard, en décembre 1958, l’agent de liaison suisse George Laurent Rivara a été arrêté avec un journal contenant les noms de ses clients espagnols et le montant de leurs transactions. Après une purge partielle, le journal a été réduit à 872 noms[18].
- Affaire de Madrid Metal Manufacturing : La faillite de cette entreprise, spécialisée dans la fabrication de casseroles en aluminium, a provoqué un scandale impliquant Nicolás Franco, l’un des frères du dictateur et l’un des principaux actionnaires de l’entreprise, pour mauvaise gestion. Le gouvernement a empêché la procédure judiciaire et a réglé la faillite « au sein de la famille »[19].
- Affaire Matesa : La faillite de Maquinaria Textil del Norte de España S.A. a laissé une dette de plus de 10 milliards de pesetas auprès d'une banque publique, la Banque de Crédit Industriel, et a déclenché une crise gouvernementale sans précédent sous le franquisme[20]. Cette crise était due à une campagne de presse déclenchée par la loi sur la presse de 1966 et alimentée par l'inimitié entre les familles du régime, en particulier les phalangistes et les technocrates. La commission d'enquête des Cortes a produit un rapport aux conclusions sévères pour trois anciens ministres et un quatrième ministre en exercice[21].
- Affaire Reace ou affaire Redondela : Ce scandale a touché l'entreprise Reace (Refinería del Noroeste de Aceites y Grasas, S.A.) en mars 1972 à Vigo, suite à la disparition de 4 036 052 kg d'huile d'olive, propriété de la Commission générale des approvisionnements et des transports (CAT) et évaluée à 167 615 172 pesetas. Le 21 octobre 1974, le procès s'ouvrit devant la Cour provinciale de Pontevedra, présidée par Mariano Rajoy Sobredo, père de Mariano Rajoy Brey. Plusieurs personnes impliquées dans l'affaire moururent dans des circonstances mystérieuses[22].
- Sofico : Cette société immobilière fut créée en 1962 pour construire des appartements sur la Costa del Sol, notamment à Estepona. Elle suspendit ses paiements en 1974 après avoir réalisé des ventes et des investissements en capital pour un montant de 13 milliards de pesetas, laissant 4 000 employés et 25 000 investisseurs dans le pétrin. Déjà en démocratie, en 1981, la faillite fut officiellement déclarée escroquerie et fraude judiciaire[23].
- La corruption en matière d'urbanisme et le « bidonville vertical » étaient également au cœur des débats.

### La Transition espagnole: les gouvernements d’Adolfo Suárez González et de Leopoldo Calvo-Sotelo Bustelo (1976-1982)
- Affaire de l’huile de colza : vente frauduleuse d’huile frelatée, qui a causé l’empoisonnement de 60 000 Espagnols et la mort de 700 autres[24].
- Affaire Fidecaya : une brèche dans cette caisse d’épargne, créée en 1952 et intervenue en 1980, a touché 250 000 personnes et a entraîné une fraude présumée de 1,8 milliard de pesetas. Le gouvernement a imposé une liquidation que la Cour des comptes a jugée irrégulière. Le déficit des capitaux propres de l’entreprise a été provisoirement estimé à plus de 7 milliards de pesetas, soit la moitié de l’épargne déposée, dont 90 % étaient garanties par l’État. Le propriétaire, Edmundo Alfaro, fut poursuivi pour fraude, et Fidecaya fut rachetée par Rumasa, malgré l'opposition du gouvernement. L'affaire fut classée sans suite à la demande du parquet en 1989[25].

### Gouvernement de Felipe González Márquez (1982-1996)
Dès son arrivée au pouvoir, Felipe González annonça des audits controversés, faisant référence à des affaires de corruption au sein du gouvernement UCD. Durant les dernières années de son mandat (notamment pendant les 4e et 5e législatures espagnoles), plusieurs scandales de corruption retentissants éclatèrent :
- Affaire Flick : complot espagnol impliquant une importante affaire de financement illégal de partis politiques et d'évasion fiscale en Allemagne de l'Ouest par le milliardaire d'extrême droite Friedrich Karl Flick. La Fondation Friedrich-Ebert, proche du SPD, utilisa les dons de Flick, d'un million de marks, pour financer le PSOE[26].
- Affaire KIO-Urbanor : suspension de paiements d’un montant de 300 milliards de pesetas (1,803 milliard d’euros). Le directeur de cette société en Espagne, Javier de la Rosa, et ses collaborateurs auraient volé, selon l’accusation privée, 30 milliards de pesetas (180 millions d’euros)[27].
- L’affaire Wardbase, distincte de la précédente, concernait un paiement frauduleux effectué par Javier de la Rosa à Manuel Prado y Colon de Carvajal pour un montant de 1,9 milliard de pesetas[28].
- L’affaire des fonds réservés : détournement de fonds destinés à la lutte contre le terrorisme et le trafic de drogue d’un montant de 5 millions d’euros entre 1987 et 1993 à des fins privées, enrichissement personnel et versement de primes et gratifications à sept hauts fonctionnaires du ministère de l’Intérieur[29].
- Affaire Rumasa : expropriation, vente et liquidation de cette holding, opération qui a conduit à sa faillite totale, en raison d’irrégularités dans sa gestion par la famille Ruiz-Mateos[30].
- Affaire Filesa : financement illégal du PSOE par l’intermédiaire des sociétés écrans Filesa, Malesa et Time-Export, qui, entre 1988 et 1990, ont perçu d’importantes sommes d’argent pour des prestations de conseil jamais réalisées auprès de banques et d’entreprises de premier plan. Parmi les personnes impliquées dans ces opérations figuraient le député socialiste de Barcelone, Carlos Navarro, et le ministre des Finances du PSOE, Guillermo Galeote[31].
- Affaire Ave : corruption et falsification en lien avec les commissions présumées illégales obtenues lors de l’attribution du projet de train à grande vitesse Madrid-Séville[32].
- Affaire SEAT : paiement de 175 millions de pesetas par SEAT au PSOE pour le réaménagement irrégulier de terrains appartenant à SEAT, dans le but de financer illégalement le PSOE. Bien que le jugement ait jugé les faits avérés, il a acquitté les accusés pour prescription[33].
- Affaire Osakidetza : lors des examens du Service de santé basque de 1990, une « modification » massive des examens a été détectée, ce qui a obligé à repasser un grand nombre d’épreuves, que près de 50 000 candidats avaient présentées. Pedro Pérez, directeur de la gestion économique d'Osakidetza, et trois autres militants du PSOE ont été arrêtés pour leur implication présumée dans cette affaire. Ils étaient accusés de fraude au profit de membres du PSOE et de l'UGT et d'installation d'un groupe d'individus partageant les mêmes idées à des postes à responsabilité[34].
- Affaire CESID : Écoutes téléphoniques illégales par les services secrets espagnols au siège de Herri Batasuna à Vitoria[35].
- Opération Mengele : Enlèvement présumé et expérimentation illégale sur trois mendiants, dont l'un est décédé, par le CESID et le cardiologue Diego Figuera, afin de tester un sédatif destiné à être administré au leader de l'ETA, Josu Urrutikoetxea Bengoetxea, dont l'enlèvement était prévu. L'affaire, instruite par le juge Garzón, a été classée sans suite en 1999 à la demande du parquet général[36].
- Affaire Guerra : procès de Juan Guerra, frère du vice-président Alfonso Guerra, pour corruption, fraude fiscale, trafic d'influence, malversations, détournement de fonds et usurpation de fonctions, dont il fut finalement acquitté dans la majorité et qui fut l'un des plus grands procès médiatiques de l'histoire pays pendant de nombreuses années[37].
- Affaire Casinos : détournement d’environ 3 milliards de pesetas de la société Casinos-Inverama par son président, Artur Suqué, dont mille auraient servi à financer illégalement Convergencia i Unió[38].
- Affaire Ibercorp : spéculation boursière sur des titres bancaires par Mariano Rubio, alors gouverneur de la Banque d’Espagne[39].
- Affaire Urbanor : Série d’irrégularités dans les transactions pour la construction des célèbres tours KIO, lorsque la société Urbanor a vendu le terrain de la Plaza Castilla à Madrid au groupe koweïtien KIO. Reconnaissant les faits délictueux, la Cour suprême a acquitté les accusés pour cause de prescription. Cependant, en 2010, la Cour d’appel de Madrid a prononcé une peine de prison, confirmée par la Cour suprême elle-même, pour falsification de documents à décharge[40].
- Affaire Sarasola : gestion irrégulière par Enrique Sarasola Lerchundi de l’hippodrome de La Zarzuela et attribution de la loterie hippique ; délits présumés de fraude et de dissimulation d’actifs au sein de la Société espagnole de banque d’affaires[41].
- Affaire Urralburu : système de malversations et de corruption visant à collecter des commandes illégales pour des travaux publics menés par le gouvernement du président socialiste de Navarre, Gabriel Urralburu, entre 1987 et 1991. Urralburu a été poursuivi et condamné avec l’ancien conseiller municipal Antonio Aragón[42].
- Affaire Bardellino : libération sous caution et évasion du chef de la Camorra napolitaine Antonio Tonino Bardellino[43].
- Affaire du cimetière : privatisation de l’entreprise de pompes funèbres de la mairie de Madrid pour 100 pesetas en 1992. L’adjudicataire de 49 % de l’entreprise commune à Funespaña a été condamné à 20 ans de prison pour détournement de fonds publics, malversations administratives et trafic d’influence. La Cour suprême a condamné Luis María Huete, premier adjoint au maire en 1993, et José Ignacio Rodrigo, ancien membre du conseil d’administration de l’EMSF et président de Funespaña. Références dans la bibliothèque de documents sur le cimetière de l’Almudena.[40] Dans la presse[44]. Dernier arrêt de la Cour suprême[45]. L’IU UPyD et le PSOE dénoncent l’abandon du patrimoine dans des vidéos et sur la Plateforme pour les cimetières municipaux. Affaire Godó : écoutes téléphoniques illégales ou mises sur écoute effectuées en 1992 par d’anciens agents du CESID travaillant pour le journal La Vanguardia, à la demande de l’homme d’affaires Javier Godó, finalement innocenté. Le rapport de police accusait le CESID lui-même de contrôler le réseau[46].
- Affaire BFP : En 1992, une fraude a été découverte, commise via un réseau de faux billets à ordre de BFP Gestión y Asesoramiento Financiero, d’une valeur de 4 milliards de pesetas. En 1994, Jordi Planasdemunt, haut fonctionnaire de CiU et directeur général de l’Institut catalan des finances, et dix autres personnes, dont Salvador Forcadell, Carles Vila et Joan Basols, ont été poursuivis et emprisonnés[47].
- Affaire Gran Tibidabo : procédure judiciaire contre l’homme d’affaires Javier de la Rosa et sept autres personnes, dont Manuel Prado, Colón de Carvajal et l’épouse de de la Rosa, Mercedes Misol, pour la décapitalisation de la société Grand Tibidabo, prétendument à leur profit, sous l’accusation de fraude, de détournement de fonds, de falsification de documents et de violations du Trésor public[48].
- Affaire Estevill : affaire de corruption judiciaire impliquant l’ancien juge et ancien membre du Conseil général de la magistrature, Luis Pascual Estevill, reconnu coupable de corruption et de malversations[49].
- Affaire Turiben : réseau présumé de fausses factures utilisées par des milliers de militaires et de policiers pour frauder l’État et justifier des indemnités[50].
- Affaire Salanueva : arrestation de l’ancienne directrice de la BOE, Carmen Salanueva, pour détournement de fonds présumé le 29 novembre 1993. On estime qu’elle aurait commis une fraude en achetant du papier journal pour une valeur totale de 2,385 milliards de pesetas, un prix bien supérieur au prix du marché, causant une perte de plus de 653 millions de pesetas à la BOE et au Trésor public. Elle a été libérée le 1er décembre. En 1994, elle a été poursuivie pour avoir imité les voix de Carmen Romero et de la Reine au téléphone afin d’obtenir des tableaux d’un peintre célèbre au prix de fausses promesses[51].
- Affaire Expo 92 : corruption, malversations et déficit de plus de 210 millions d’euros. L’affaire a été classée sans suite par le juge Garzón après sept ans d’enquête[52].
- Affaire Roldán : du nom de Luis Roldán, directeur de la Garde civile entre 1986 et 1993, qui s’est enrichi illégalement en volant 400 millions de pesetas sur les fonds réservés et 1,8 milliard supplémentaire en commandes de travaux de l’Institut armé[53].
- Affaire Paesa, liée à la précédente[54].
- Affaire Banesto : un trou financier de 3 636 millions d’euros (605 000 millions de pesetas) qui a laissé sept millions de clients, un demi-million d’actionnaires, 15 000 travailleurs et 50 entreprises dans lesquelles l’entité a participé à la faillite[55].
- Affaire Palomino : le beau-frère de Felipe González, Francisco Palomino, a gagné 346 millions de pesetas. Il a reçu une subvention de 310 millions d'euros provenant de la vente de son entreprise, techniquement en faillite, à CAE (rachetée plus tard par Dragados), dont le portefeuille de travaux pour le MOPU s'est multiplié. Une enquête l'a ensuite lié à la mauvaise qualité des barreaux de la prison de Séville 1[56].
- Affaire GAL : Création et financement illégaux d'une organisation terroriste qui a assassiné 27 personnes du réseau ETA entre 1982 et 1987, avec l'implication de policiers, de gardes civils et de hauts fonctionnaires du gouvernement socialiste, dont le ministre de l'Intérieur José Barrionuevo, le secrétaire d'État à la Sécurité Rafael Vera, le gouverneur civil de Biscaye Julián Sancristóbal, le secrétaire général du PSOE en Biscaye Ricardo García Damborenea et le général de la Garde civile Enrique Rodríguez Galindo. González lui-même a été accusé d'être « M. X », le chef du réseau GAL. Petromocho : Fraude perpétrée par un certain Jean-Maurice Lauze, intermédiaire présumé d’un faux investissement saoudien de 100 milliards de pesetas dans un projet de construction d’une raffinerie de pétrole près du port d’El Musel, à Gijón. Le projet devait bénéficier d’une subvention d’État d’un milliard de pesetas. Le scandale a entraîné la démission du président socialiste des Asturies, Juan Luis Rodríguez-Vigil, sans que l’affaire ne soit jamais pleinement élucidée[57].
- Affaire Naseiro : financement illégal du Parti populaire par le biais de demandes de paiements auprès de sociétés immobilières[58].
- Affaire PSV : Fraude et détournement de 18 588 milliards de pesetas à des fins d’enrichissement personnel et de financement illégal de l’UGT (Confédération générale des syndicats de travailleurs) par l’intermédiaire de cette coopérative d’habitation et de sa société de gestion, IGS[59].
- Affaire Hormaechea : malversations et détournement de fonds publics par Juan Hormaechea, ancien maire de Santander et ancien président de Cantabrie, condamné en octobre 1994 à six ans de prison et à quatorze ans d’interdiction de fonctions[60].
- Affaire minière : subventions illégales à des sociétés minières par Miguel Ángel Pérez Villar, ancien sénateur du Parti populaire (PP) et ministre de l’Économie de Castille-et-León, condamné par la Cour suprême à huit ans d’interdiction de fonctions pour malversations continues[61].
- Affaire Sóller : Malversations et corruption lors de l’attribution du contrat du tunnel de Sóller par l’ancien président PP des îles Baléares, Gabriel Cañellas[62]. Il a été acquitté de malversations par le tribunal, mais le délit de corruption avéré a été déclaré prescrit[63].

### Gouvernement de José María Aznar López (1996-2004)
Sous le gouvernement de José María Aznar (6e et 7e législatures espagnoles), les affaires suivantes ont été révélées :
- Affaire Zamora : ouverte en 1997 pour enquêter sur le financement illégal présumé du Parti populaire à Zamora, via la perception d’une « taxe » de deux millions de pesetas et d’une commission de 8 % sur chaque projet public entre 1987 et 1991. Trente-trois personnes ont été inculpées, principalement des responsables politiques du PP et des ouvriers du bâtiment, mais l’affaire a été classée sans suite en 2002[64].
- Affaire Pallerols : en 1997, cette opération de financement irrégulière présumée de l’Unió Democràtica a été révélée par le détournement de subventions reçues par des entreprises contrôlées par l’homme d’affaires Fidel Pallerols et son épouse pour dispenser des formations professionnelles[65]. Provisoirement classée en décembre 2005, elle a été rouverte par la dixième section de l'Audience provinciale de Barcelone en novembre 2006[66].
- Affaire du lin : en 1999, le gouvernement régional de Castille-La Manche a signalé un cas présumé d'aide irrégulière à la culture du lin et de détournement de fonds au profit de hauts fonctionnaires du gouvernement du Parti populaire, dont la ministre de l'Agriculture Loyola de Palacio. En juillet de la même année, la commission d'enquête, créée à la demande du groupe parlementaire du Parti populaire au Congrès des députés, n'a constaté aucune irrégularité. Cependant, le procureur anticorruption Carlos Jiménez Villarejo a rédigé un rapport dénonçant l'existence d'une « fraude généralisée ». Après six ans d'enquête menée par Baltasar Garzón, le 23 avril 2007, la quatrième section de la chambre pénale de l'Audience nationale a acquitté les 18 accusés, ne constatant aucune preuve de fraude ou de falsification et confirmant les conclusions de la commission d'enquête. Enfin, en 2009, la Cour de justice de l'Union européenne a constaté des déficiences dans le système de contrôle des subventions au lin et a ordonné à l'Espagne de rembourser 129 millions d'euros sur les 134 millions perçus[67].
- Affaire Sanlúcar : en 1999, des membres du PSOE (Parti socialiste ouvrier espagnol) et des entrepreneurs locaux ont tenté de corrompre un conseiller municipal PP à Sanlúcar de Barrameda. Parmi les six personnes condamnées pour corruption et trafic d'influence en 2006 figuraient les anciens maires socialistes de Sanlúcar et Chipiona, Agustín Cuevas Batista et Luis Mario Aparcero Fernández de Retana[68].
- Affaire Villalonga : trafic d'influence présumé du président de Telefónica, Juan Villalonga, qui s'est enrichi grâce à des informations privilégiées lors de l'achat d'options sur actions de Telefónica[69].
- Affaire Tabacalera : présomption d’enrichissement illicite par l’achat et la vente d’actions au moyen d’informations privilégiées par César Alierta, alors président de Tabacalera, son épouse et un neveu, plus précisément entre 1997 et 1998. Il a été acquitté en 2010, le délai de prescription étant considéré comme expiré[70].
- Affaire Forcem : Présomption de fraude au sein de la Fondation pour la formation continue (FORCEM), créée en 1992 par les CCOO, l’UGT, la CEOE, la CIG et le CEPYME pour la gestion des subventions à la formation professionnelle accordées par l’INEM (Institut national pour l’emploi et le développement social) avec des fonds de l’Union européenne. Certaines des entreprises bénéficiaires de ces fonds n’avaient en réalité aucune activité, aucun employé ni aucun étudiant. Le parquet a requis l’engagement de poursuites contre six fonctionnaires de l’UGT pour fraude de 100 millions d’euros, et le rapport de la Cour des comptes soumis au Congrès a conclu à la responsabilité pénale et civile de deux de ses principaux dirigeants[71].
- Affaire Gescartera : un déficit d'actifs de 50 millions d'euros dans cette société d'investissement[72].

### Gouvernement de José Luis Rodríguez Zapatero (2004-2011)
Sous le gouvernement de José Luis Rodríguez Zapatero (8e et 9e législatures espagnoles), les faits suivants ont été révélés :
- Affaire Zarrafaya : en 2005, le maire socialiste de cette ville de Grenade, Salvador Zamora, a été condamné à neuf mois de prison et à une amende de 2 160 €, ainsi que trois conseillers municipaux – condamnés à sept ans de prison – pour malversation administrative après avoir autorisé la construction d’un complexe hôtelier sur un terrain rural non bâti. Son successeur, son compatriote socialiste José Miguel Muñoz, a été condamné à neuf mois de prison pour désobéissance grave à l’autorité, refusant d’interrompre les travaux[73].
- Affaire Ciudad del Golf : Délits présumés de malversation, de détournement de fonds publics et de fraude liés à la construction d’un complexe de golf et de villas dans une zone d’importance environnementale. Tous les accusés ont été acquittés[74].
- Affaire Bolín : l’ancien maire PP de Benalmádena, Enrique Bolín, a été condamné à huit ans d’interdiction de fonctions et à une amende de 16 200 € pour infraction à la législation sur l’urbanisme, suite à l’octroi de permis de construire illégaux (2008)[75].
- Affaire Salmón : en 2008, le président du Parti populaire (PP) des îles Canaries, José Manuel Soria, a été accusé de corruption. L’affaire a été classée sans suite faute de preuves[76].
- Affaire Sayalonga : en 2009, José Luis Navas (PSOE), ancien maire de Sayalonga, a été condamné à un an de prison et neuf ans d’interdiction pour un délit d’urbanisme commis en 2000[77].
- Affaire Matsa : en 2009, le gouvernement régional d’Andalousie a accordé une subvention de 10,1 millions d’euros à l’entreprise minière Matsa. Le Parti populaire, alors dans l'opposition, et le syndicat Manos Limpias ont déposé à deux reprises une plainte pour violation de la loi sur les incompatibilités, Paula Chaves, fille du président andalou Manuel Chaves, travaillant à Matsa. La Cour suprême a rejeté les deux plaintes, estimant que Chaves n'avait commis aucun délit[78].
- Affaire Alzoaina : l'ancien maire d'Alozaina, Antonio Blanco (IULV-CA), a été condamné en 2010 à vingt ans d'interdiction de vote pour deux infractions d'urbanisme commises en 2002 et 2003[79].
- Affaire Plasenzuela : Allégations de malversations, de détournements de fonds, de fraudes et d'infractions d'urbanisme par le maire socialiste de cette ville de Cáceres, José Luis Villegas, accusé d'avoir détourné 4,4 millions d'euros de fonds publics et de 66 000 euros supplémentaires pour une résidence et un centre sportif. Un conseiller municipal socialiste, le secrétaire municipal et le maire de la ville voisine de Torremocha, Domingo Galán Encina, du Parti populaire, ont également été inculpés[80].
- Affaire Castelfollit : falsification présumée d’un document public par le maire de Castellfollit de la Roca, Moisés Coromina, afin de percevoir une subvention pour la construction de la nouvelle mairie[81].
- Affaire des faux ERE : un réseau présumé de corruption politique lié au gouvernement régional d’Andalousie, révélé à la suite de l’enquête sur l’affaire Mercasevilla en 2011, où des départs à la retraite anticipés irréguliers ont été détectés. La fraude se serait élevée à 1,4 milliard d’euros et aurait touché 68 entreprises. Les chefs présumés du système étaient Antonio Rivas, délégué à l’emploi de la province de Séville, et Antonio Fernández García, ministre du Travail du gouvernement régional d’Andalousie. L’affaire est toujours en cours d’instruction par les tribunaux ordinaires et la Cour des comptes[82].
- Affaire Riopedre ou Renedo : en janvier 2011, l’ancien ministre de l’Éducation et des Sciences de la Principauté des Asturies sous le gouvernement de Vicente Álvarez Areces, le socialiste José Luis Iglesia Riopedre, a été accusé de malversations, corruption, trafic d’influence, fraude, exactions illégales et négociations interdites pour le compte de fonctionnaires publics dans le cadre d’une entente présumée impliquant l’attribution illégale de contrats d’une valeur de plus de 14 millions d’euros[83].
- Affaire Campeón : une entente présumée visant à obtenir des subventions illégales pour certaines entreprises galiciennes a conduit à l’arrestation du directeur et d’un directeur adjoint de l’IGAPE (Institut espagnol des travaux publics et des administrations publiques). L’implication de deux députés régionaux socialistes, le maire socialiste de Lugo, José López Orozco, et le député du Parti convergent Oriol Pujol, fils de Jordi Pujol, fait l’objet d’une enquête. Sa conséquence la plus grave est l'accusation de corruption et de trafic d'influence portée par le ministre des Travaux publics et secrétaire adjoint du PSOE (Parti socialiste ouvrier espagnol), José Blanco López, qui a rencontré dans une station-service isolée l'homme d'affaires Jorge Dorribo, lequel aurait versé 400 000 euros au cousin de Blanco en échange de subventions, accusation dont le ministre a finalement été acquitté[84].
- Affaire ITV : dérivée de la précédente, il s'agissait d'un système présumé de concessions irrégulières d'ITV en Catalogne. Elle a conduit à l'arrestation, en mars 2012, de deux hauts fonctionnaires du gouvernement catalan, les Convergents Josep Tous, coordinateur général du Conseil provincial de Barcelone, et Isidre Masalles, directeur général adjoint de la Sécurité industrielle, ainsi que de trois hommes d'affaires. Le dossier accuse Oriol Pujol de collusion dans les faits présumés[85].
- Affaire Millet : détournement présumé de 35,1 millions d'euros du budget du Palau de la Música Catalana par le président de son conseil d'administration, Fèlix Millet et d'autres collaborateurs, comme Jordi Montull, sur une période de dix ans. Selon un rapport de police, 12 millions d'euros auraient été utilisés pour financer illégalement la Convergence démocratique de Catalogne[86].
- Affaire Cambil : l'ancien maire socialiste de cette ville de Jaén, Agustín Cubillo, a été condamné à 15 mois de prison et sept ans d'interdiction pour malversation dans l'octroi de deux permis de construire. Huit autres accusés ont été condamnés à six mois de prison[87].
- Affaire Porcuna : l'ancienne maire socialiste de cette ville de Jaén, Ana María Moreno de la Cova, a été condamnée à 21 ans d'interdiction et à une amende de 2 190 euros après avoir reconnu avoir accordé trois permis de construire illégaux entre 2004 et 2006. Trois conseillers municipaux ont été condamnés à 14 ans d'interdiction et à une amende de 1 460 euros[88]. Affaire Nueva Rumasa : Faillite et vente de ce groupe d’entreprises en raison d’irrégularités présumées dans sa gestion par la famille Ruiz-Mateos[89].
- Affaire Nóos : dérivée de l’affaire Palma Arena en 2010, elle concerne une fraude fiscale présumée commise par Iñaki Urdangarin, duc consort de Palma de Majorque, également accusé d’avoir détourné des fonds publics à son profit par l’intermédiaire de l’Institut Nóos, dirigé par son associé Diego Torres. En avril 2013, l’infante Cristina a été inculpée par un juge pour détournement présumé de fonds publics. Le parquet anticorruption a annoncé son intention de faire appel, faute de preuves solides[90]. Le Trésor public estime le montant des fonds collectés par le réseau d’affaires d’Urdangarin à plus de 16 millions d’euros[91].
- Affaire Totem : Le maire, le chef de la police locale et le secrétaire du conseil municipal de Totana (Murcie), entre autres, ont été arrêtés[92].
- Opération Bibliothèque : Le maire du Parti populaire d’Aledo (Murcie) et d’autres personnes ont été arrêtés[93].
- Affaire Brugal : Enquête ouverte en 2006 pour corruption, extorsion et trafic d’influence dans l’attribution de marchés publics pour la gestion des services de collecte des ordures ménagères dans plusieurs villes du Parti populaire de la province d’Alicante[94].
- Affaire Logroño Tourisme : Le conseiller municipal Logroño Ángel Varea (PR+) et son conseiller Erich Reiner ont attribué irrégulièrement des contrats à l'entreprise Jazz Group par l'intermédiaire de la Fondation Logroño Tourisme entre 2008 et 2011. Les deux hommes politiques et le directeur de l'entreprise ont été condamnés en 2021 à trois ans de prison pour prévarication administrative, détournement de fonds publics et trafic d'influence, et ont été condamnés à dix-sept ans d'interdiction d'exercer une fonction publique et à une amende de 6 000 €[95].

### Gouvernement de Mariano Rajoy Brey (2011-2018)
Sous le gouvernement de Mariano Rajoy (10e, 11e et 12e législatures espagnoles), les affaires suivantes ont été révélées :
- Affaire Emarsa : Irrégularités présumées commises par des cadres liés au Parti populaire (PP) au sein de l’entreprise Emarsa, spécialisée dans le traitement des eaux usées de la région métropolitaine de Valence et dont la mission principale était la gestion de la station d’épuration de Pinedo. Les deux principaux accusés sont l’ancien président de l’entreprise, Enrique Crespo, et Esteban Cuesta, directeur d’Emarsa et ancien maire de Benimámet, nommé par la maire de Valence, Rita Barberá[96].
- Opération Pitiusa : 88 arrestations, dont 15 fonctionnaires, dans le cadre d’un réseau de vol et de trafic de données gouvernementales confidentielles, basé à Barcelone et dont les activités s’étendaient à 11 communautés autonomes. Les informations ont été vendues à des entreprises privées, notamment des banques et des opérateurs de télécommunications, par l'intermédiaire d'agences de détectives privés[97].
- Opération Pokémon : Enquête judiciaire menée en Galice depuis 2012 concernant divers épisodes de corruption présumée, impliquant plusieurs responsables politiques galiciens, tels que le maire d'Orense, Francisco Rodríguez, le maire de Boqueixón, Adolfo Gacio, et des conseillers municipaux[98].
- Affaire Dívar : Le président du pouvoir judiciaire, Carlos Dívar, a financé 30 voyages sur la Costa del Sol avec des fonds publics, y compris des séjours dans des hôtels quatre étoiles. Après avoir été disculpé par ses pairs et deux semaines de pression parlementaire et médiatique intense, Dívar a démissionné, devenant ainsi le premier président du pouvoir judiciaire à quitter ses fonctions[99].
- Affaire de coopération : Détournement présumé de plus de 6 millions d’euros de subventions du Département de la Solidarité et de la Citoyenneté du Gouvernement valencien par l’intermédiaire de six organisations non gouvernementales entre 2008 et 2010, sous le gouvernement de Rafael Blasco, principal suspect. Les fonds, censés être destinés à l’aide humanitaire, ont finalement été dépensés pour l’achat de résidences de luxe à Miami[100].
- Affaire Alcorcón : Selon un rapport de la Cour des comptes, la mairie d’Alcorcón, l’une des plus endettées d’Espagne, aurait bénéficié de prêts illégaux d’un montant de 44 millions d’euros sous le gouvernement du socialiste Enrique Cascallana, avec l’assentiment ou la négligence du ministre de l’Économie de l’époque, Pedro Solbes. Les allégations des personnes concernées sont actuellement en attente[101].
- Affaire Bárcenas : le 18 janvier 2013, El Mundo[102] a publié que Bárcenas « distribuait chaque mois des enveloppes contenant des sommes comprises entre 5 000 et 15 000 euros à des secrétaires exécutifs, des fonctionnaires et d’autres membres de l’appareil », avec de l’argent noir provenant « d’entreprises de construction, de sociétés de sécurité et de dons ». Cette pratique aurait duré vingt ans. Le journal exonère Rajoy et Cospedal, qui n’auraient pas perçu ces commissions illégales. Selon le journal, Rajoy a mis fin à cette pratique en 2009[103]. Des publications ultérieures présentent des données suggérant que le Premier ministre Rajoy, d’autres membres de la direction actuelle du PP et des ministres comme Cospedal, ont reçu ces primes et qu’elles étaient versées par des hommes d’affaires[104]. Un rapport de la police nationale indique que les présidents de plusieurs entreprises de construction ont fait don de 3,5 millions d'euros au PP, des sommes supérieures à celles autorisées par la loi, et que Bárcenas a perçues comme des dons anonymes. Les sociétés de ces entreprises de construction ont reçu des contrats d'une valeur de 12,281 milliards d'euros de la part des gouvernements PP[105].
- Affaire Amy Martin : en janvier 2013, les médias ont rapporté l'affaire Amy Martin, dans laquelle la Fondation Idées, liée au PSOE, a facturé au nom d'une personne fictive. Il a été découvert plus tard qu'Amy Martin était l'épouse du directeur de la Fondation, Carlos Mulas. Affaire Pujol : Éclatée en juillet 2014, elle fait référence à l'affaire judiciaire dans laquelle l'ancien président de la Généralité de Catalogne, Jordi Pujol i Soley, son épouse Marta Ferrusola i Lladós et d'autres membres de leur famille font l'objet d'une enquête pour corruption, trafic d'influence, fraude fiscale, blanchiment d'argent, malversations, détournement de fonds et falsification. Cartes opaques de Caja Madrid : L'affaire des cartes opaques, ou cartes noires, a été un scandale révélé en octobre 2014. Il a révélé que la quasi-totalité des dirigeants de Caja Madrid (et plus tard de Bankia), au moins sous les présidences de Miguel Blesa et Rodrigo Rato, possédaient une carte de crédit de type « Visa Black » émise par l'entité, avec laquelle ils avaient effectué des prélèvements personnels de plusieurs centaines de milliers d'euros sur les comptes de la caisse d'épargne pendant des années, et vraisemblablement sans les déclarer au Trésor public. Les cartes de la série Visa Black sont le produit le plus luxueux proposé par l'entreprise et sont conçues pour de coûteux projets de plusieurs millions de dollars[106].

- Opération Púnica : Opération policière menée en octobre 2014 par la Garde civile, au cours de laquelle 51 hommes politiques, conseillers municipaux, fonctionnaires et hommes d’affaires ont été arrêtés pour leur implication présumée dans un système de corruption ayant permis l’attribution de services publics d’une valeur de 250 millions d’euros sur deux ans en échange de paiements et de commissions illégaux[107].
- Affaire Terra Natura Benidorm : En juillet 2009, le comité exécutif de la Sociedad Proyectos Temáticos de la Comunidad Valenciana (SPTCV), aujourd’hui disparue, a signé un accord avec Terra Natura Benidorm autorisant le parc à payer la redevance d’utilisation des terres publiques. Cela permettrait de compenser une dette de 1,2 million d’euros impayée au 31 décembre 2009, ainsi que la redevance des exercices 2010 et 2011. Selon la Cour des comptes de la Communauté de Valence, l’objet et l’utilisation des contraventions restent à préciser. Terra Natura Benidorm occupe 320 000 m² de terres publiques et bénéficie d'une concession foncière de 75 ans en échange d'une redevance annuelle payable à la SPTCV[108].
- Affaire Gürtel (1999-présent) : procès au cours duquel un système organisé et corrompu, enraciné et connecté parmi des politiciens, des hommes d'affaires et des juges de haut rang, est jugé. Il est accusé d'avoir pillé les caisses publiques au profit du Parti populaire (PP) et dans le but d'enrichir ses membres, et d'avoir agi de manière inconstitutionnelle pendant près de 20 ans à de nombreux niveaux, condamnant la nation à son déclin de l'intérieur[109].

### Gouvernement de Pedro Sánchez Pérez-Castejón (2018-présent)
Sous le gouvernement de Pedro Sánchez Pérez-Castejón (13e, 14e et 15e législatures espagnoles), les affaires suivantes ont été révélées :
- Opération Madeja (2014-présent) est le nom d’une opération anticorruption menée par la juge Mercedes Alaya et faisant l’objet d’une enquête de l’Unité opérationnelle centrale (UCO) de la Garde civile espagnole. Lancée en 2013 et tenue secrète dans ses premières phases, cette opération visait à enquêter sur des commissions présumées versées par l’entreprise Fitonovo en échange de contrats, qui auraient causé des dommages à des institutions publiques d’Andalousie, d’Estrémadure, d’Aragon, de la Communauté valencienne, de Catalogne, des îles Canaries et de la Communauté de Madrid, ainsi qu’au ministère des Travaux publics, aux mairies de Séville, d’Algésiras (Cadix) et de La Carolina (Jaén), et à l’entreprise publique Adif[110].
- Affaire Plan 1000 : cas présumé d’achat de voix par l’ancien maire PSOE de Huévar del Aljarafe, où des contrats ont été attribués ou des emplois ont été offerts à la mairie en échange de votes[111]. Cette ville est la plus endettée par habitant d’Espagne[112].
- Affaire Albaida del Aljarafe : cas présumé de fraude électorale par manipulation de votes par correspondance par le maire PSOE d’Albaida del Aljarafe, où des emplois ont été offerts à la mairie ou des menaces voilées ont été proférées à l’encontre de bénéficiaires de prestations municipales[113].
- Affaire Vegas del Genil : cas présumé d’achat de voix par le maire PSOE de Vegas del Genil, où des contrats ont été attribués en échange de votes[114].
- Affaire Mediador ou affaire Tito Berni : Enquête visant l’ancien député PSOE de Las Palmas, Juan Bernardo Fuentes Curbelo, dit Tito Berni, le général de la Garde civile à la retraite Francisco Javier Espinosa Navas et des hommes d’affaires canariens tels que Marco Antonio Navarro Tacoronte, pour corruption présumée et trafic d’influence[115]. Les deux premiers auraient reçu des pots-de-vin, des dîners de luxe et des soirées avec des prostituées, ainsi que de la drogue, en échange de faveurs dans le cadre de marchés publics et de subventions[116].
- Affaire Koldo-Ábalos : procédure dans laquelle l’ancien ministre et ancien secrétaire à l’organisation du PSOE, José Luis Ábalos, son conseiller personnel Koldo García, son successeur à la tête du secrétariat à l’organisation du parti, Santos Cerdán, et d’autres hommes d’affaires tels que Víctor de Aldama, font l’objet d’une enquête pour implication présumée dans un système de pots-de-vin dans la vente de masques pendant la pandémie de Covid-19 en Espagne et dans l’attribution de marchés publics dans toute l’Espagne[117].
- Plusieurs ministères, tels que ceux des Transports, de la Santé et de l'Intérieur, ainsi que les gouvernements régionaux des îles Baléares et des Canaries, alors dirigés par des socialistes, sont également impliqués[118]. De plus, l'UCO indique, dans un rapport présenté à l'Audience nationale, que cette affaire est liée au scandale Delcygate et à un éventuel trafic d'or avec le gouvernement vénézuélien[119].
- Affaire Begoña Gómez : Enquête sur Begoña Gómez Fernández pour trafic d'influence et corruption présumés, suite à l'investiture de son mari Pedro Sánchez, impliquant l'Université Complutense de Madrid et des hommes d'affaires tels que Juan Carlos Barrabés, confirmée par l'Audience provinciale de Madrid[120]. Suite à cela, le président du gouvernement et son épouse ont déposé deux plaintes contre le juge d'instruction Peinado, mais toutes deux ont été rejetées par le TSJM[121].
- Affaire David Sánchez : procédure d’enquête contre David Sánchez Pérez-Castejón, frère de Pedro Sánchez, pour délits présumés contre le Trésor public, trafic d’influence, prévarication et détournement de fonds liés à sa fonction au Conseil provincial de Badajoz[122]. Au cours du déroulement de l’affaire, le Trésor lui-même a tenté de ne pas collaborer avec la justice, transmettant au juge un rapport établi par un fonctionnaire nommé politiquement[123]. Par ailleurs, suite à la saisie de matériel par l’UCO, il a interjeté appel, mais la Cour provinciale de Badajoz l’a rejeté et a confirmé les saisies[124].
- Affaire du procureur général de l'État : procédure dans laquelle Álvaro García Ortiz fait l'objet d'une enquête pour un délit présumé de divulgation de secrets. Selon l'UCO, il aurait divulgué des conversations d'importance fiscale entre le parquet et l'avocat d'un particulier, partenaire d'une rivale politique du PSOE, Isabel Díaz Ayuso[125]. Malgré le tollé suscité par les atteintes portées à l'institution, le procureur général de l'État ayant été inculpé pour la première fois dans l'histoire, il n'a pas démissionné[126]. Dans sa déposition devant la Cour suprême, Juan Lobato lui-même, ancien secrétaire général du PSOE à Madrid, a reconnu que le gouvernement Sánchez et, par l'intermédiaire de Sánchez Acera, chef de cabinet du ministre Oscar López, le document lui a été divulgué avant d'être publié dans les médias[127].

## La corruption espagnole dans le monde de la fiction
Francisco Ibáñez a fait écho à ces événements dans des bandes dessinées de Mortadelo et Filemón, telles que El atasco de influencias (1991), Corrupción a mogollón (1994), El Señor de los Ladrillos (2005) et Trampolines en la alcaldía (2010). Magius, pour sa part, a abordé le sujet dans Primavera para Madrid.
Le cinéma espagnol propose également des films qui abordent la corruption ou l'intègrent comme un élément important de leur intrigue. Citons par exemple El diputado (1978), d'Eloy de la Iglesia, dans lequel l'extrême droite de la Transition fomente un complot visant à mettre fin à la carrière politique d'un brillant candidat de gauche ; et La escopeta nacional (1978), de Luis García Berlanga, qui raconte l'histoire d'un entrepreneur catalan qui vend des systèmes d'entrée électronique et décide d'organiser une chasse à cour à Madrid pour nouer des contacts au sein d'un tribunal franquiste surréaliste. Ce film a connu deux suites : Patrimonio nacional (1981) et Nacional III (1982) ; et Todos a la cárcel (1993), également de Berlanga, où la célébration de la Journée internationale des prisonniers d'opinion à la prison modèle de Valence sert de décor unique à plusieurs personnages cherchant à tirer profit de cette célébration.
Au XXIe siècle, notamment après la crise de 2008 (bien qu'il existe également des productions antérieures), plusieurs films ont centré leur intrigue principale sur la corruption. 
- La caja 507 (Boîte 507) (2002), dans lequel un directeur de banque, après avoir été kidnappé, découvre la véritable raison de la mort de sa fille dans un incendie, le poussant à se venger des responsables ;
- El desconocido (L'inconnu) (2015) est un thriller d'action où un autre directeur de banque se retrouve coincé avec ses enfants dans sa propre voiture lorsque, en montant à bord, il reçoit un appel l'avertissant que s'ils sortent, la voiture explosera à moins qu'il ne paie une forte somme d'argent.
- B, le film (2015) est un drame basé sur des faits réels concernant le procès de Luis Bárcenas, ancien trésorier général du Parti populaire, concernant une prétendue comptabilité parallèle ou « Fonds B » du parti ;
- L'Homme aux mille visages (2016), également basé sur des faits réels, recrée les ruses de l'ancien agent des services secrets espagnols Francisco Paesa et de l'ancien directeur de la Garde civile Luis Roldán ;
- Selfie (2017), une comédie sur le fils égocentrique et vaniteux d'un ministre dont la vie change lorsque son père est inculpé et qu'il perd ses privilèges de classe supérieure, allant même jusqu'à postuler à un emploi au siège de Podemos ;
- The Kingdom (2018), un drame aux notes d'intrigue sur le bras droit du président d'une communauté autonome qui, après s'être retrouvé impliqué dans un scandale de corruption, tente de dénoncer et de trahir ses collègues lorsqu'il se retrouve trahi par eux.